# Rolf Gröger
Rolf Gröger (* 21. April 1935 in Lauchhammer; † 28. März 2023 in Halle) war ein deutscher Mathematiker und Politiker der CDU und DSU. Er vertrat die DSU als Abgeordneter 1990 in der letzten Volkskammer. Darüber hinaus war über mehrere Jahrzehnte Mitglied in verschiedenen evangelischen Synoden.

## Beruflicher Werdegang
Gröger wurde 1935 als Sohn eines Maschinenbau-Ingenieurs und einer Hauslehrerin in Lauchhammer geboren. Von 1941 bis 1949 besuchte er mit kriegsbedingten Unterbrechungen zunächst die Volksschule in Lauchhammer-Ost, anschließend bis 1953 die Oberschule in Lauchhammer-Mitte, welche er mit dem Abitur verließ. Danach konnte er sofort ein Studium der Mathematik an der damaligen Technischen Hochschule in Dresden aufnehmen, das er 1959 als Diplom-Mathematiker beendete. Anschließend wurde Gröger eine Stelle in den Leuna-Werken zugewiesen. In einem der größten Kombinate der DDR arbeitete er bis 1961 zunächst als Mathematiker, anschließend bis 1970 als Anwendungsprogrammierer. Danach war Gröger bis zu seinem Vorruhestand 1991 in einer Forschungsabteilung der Leuna-Werke tätig. Nachdem er von sich Juli 1991 bis Mai 1995 im Vorruhestand befunden hatte, ging er danach endgültig in den Ruhestand.

## Gesellschaftliches und Politisches Engagement
Gröger, der evangelischen Glaubens war, bekam 1966 mit seiner jungen Familie eine Wohnung in der Chemiearbeitersiedlung Halle-Neustadt. Kurz danach gehörte Gröger zu den Mitbegründern der evangelischen Gemeinde Halle-Neustadt, die am 1. August 1967 offiziell gegründet wurde. Sie hat seitdem ihren Sitz in der Passendorfer Kirche. Gröger war von Beginn an Mitglied des Gemeindekirchenrates Halle-Neustadt, dann des Kirchspiels Halle-Neustadt-Nietleben und bis zu seinem Tod Ratsmitglied des Kirchengemeindeverbandes „Emmaus Halle“. Zwischen 1975 und 2003 war er als Kreiskirchenrat Mitglied der Kreissynode Halle, von 1983 bis 2003 führte er als Präses die Kreissynode der Evangelischen Kirche in Halle. Darüber hinaus war er von 1980 bis 1989 und von 1999 bis 2004 Mitglied der Landessynode der Kirchenprovinz Sachsen und von 1982 bis 1988 Mitglied der Synode der Evangelische Kirche der Union, Bereich Ost. Nach der Auflösung der Hallenser Kreissynode gehörte Gröger bis zuletzt der Leitung des Kirchenkreises Halle-Saalkreis an.
Politisch engagierte sich der Christ Gröger in der Zeit der politischen Wende zunächst in der kurzlebigen, am 15. Januar 1990 gegründeten Christlich-soziale Partei Deutschlands (CSPD), der unter anderem der spätere DSU-Vorsitzende Hans-Wilhelm Ebeling angehörte. Die CSPD ging bereits am 20. Januar 1990 in der Deutschen Sozialen Union auf, der nun auch Gröger angehörte. Innerhalb der DSU fungierte Gröger als Vorsitzender des DSU-Kreisverbandes Halle und auch des DSU-Bezirksverbandes Halle. Fast folgerichtig wurde Gröger daraufhin als Spitzenkandidat der DSU im Wahlkreis Halle für die ersten freien Volkskammerwahlen am 18. März 1990 nominiert. Bei der Wahl erzielte die DSU im Wahlkreis Halle ein Ergebnis von 2,4 %, was ein Mandat bedeutete. Somit zog Kröger in die letzte Volkskammer als Abgeordneter ein. Bereits im August 1990 trat Gröger nach eigener Auskunft in die CDU ein, blieb aber Mitglied der DSU-Fraktion. Nach seiner Tätigkeit als Volkskammerabgeordneter trat Gröger in politischen Ämtern nicht mehr in Erscheinung.

## Privates
Gröger war verheiratet, zuletzt verwitwet und Vater zweier Kinder. Er starb nach schwerer Krankheit am 28. März 2023 und wurde am 6. April 2023 auf dem Granauer Friedhof beigesetzt.